# Glenea plagiata
Glenea plagiata är en skalbaggsart som beskrevs av Gardner 1930. Glenea plagiata ingår i släktet Glenea och familjen långhorningar. Inga underarter finns listade i Catalogue of Life.